# Зафир Шаклев
 Тази статия е за учителя от Долно Трогерци.  За кумановския общественик вижте Зафир Тасев.  За други личности с името Тасев вижте Тасев.
Зафир Тасев Шаклев е български просветен деец от Македония.

## Биография
Зафир Тасев е роден в 1872 година в село Долно Трогерци, тогава в Османската империя, днес в Северна Македония. В 1898 годна завършва първия випуск на българското педагогическо училище в Скопие. и става учител. Преподава в българското училище в Куманово, където заедно с главния български учител в града Илия Левков, митрополитския наместник Трайче Митев, поп Андон, сина му Псалтир Попандонов, търговеца Зафир Тасев и Ангел Прекoдoлка влиза в Кумановския комитет на ВМОРО, който организира убийството на сръбския свещеник Атанас Петров.
При избухването на Балканската война е доброволец в Македоно-одринското опълчение, служи в щаб и нестроева рона на 2 скопска дружина.
През 1920 година живее в село Надежда, сега квартал на София.